# Операція «Глибока заморозка»
Операція «Глибока заморозка» (англ. Operation Deep Freeze) — кодове ім'я для численних місій США в Антарктиді, починаючи з операції «Глибока заморозка I», яка була здійснена в 1955–56 роках, а потім операцій «Глибока заморозка II», «Глибока заморозка III» і так далі. Перша американська антарктична операція відбулася ще до того, як адмірал Річард Берд запропонував «Глибоку заморозку». Зважаючи на постійну присутність США в Антарктиді, Операція «Глибока заморозка» стала використовуватись як загальний термін для усіх операцій США на цьому континенті, зокрема регулярних місій для постачання продовольства до американських антарктичних баз, координованих Збройними силами США.

## До «Міжнародного геофізичного року»

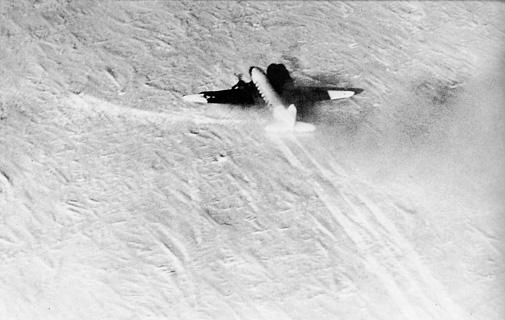
ВМС США на літаку R4D-5L "Дакота" здійснили першу посадку на Південному полюсі 31 жовтня 1956 року

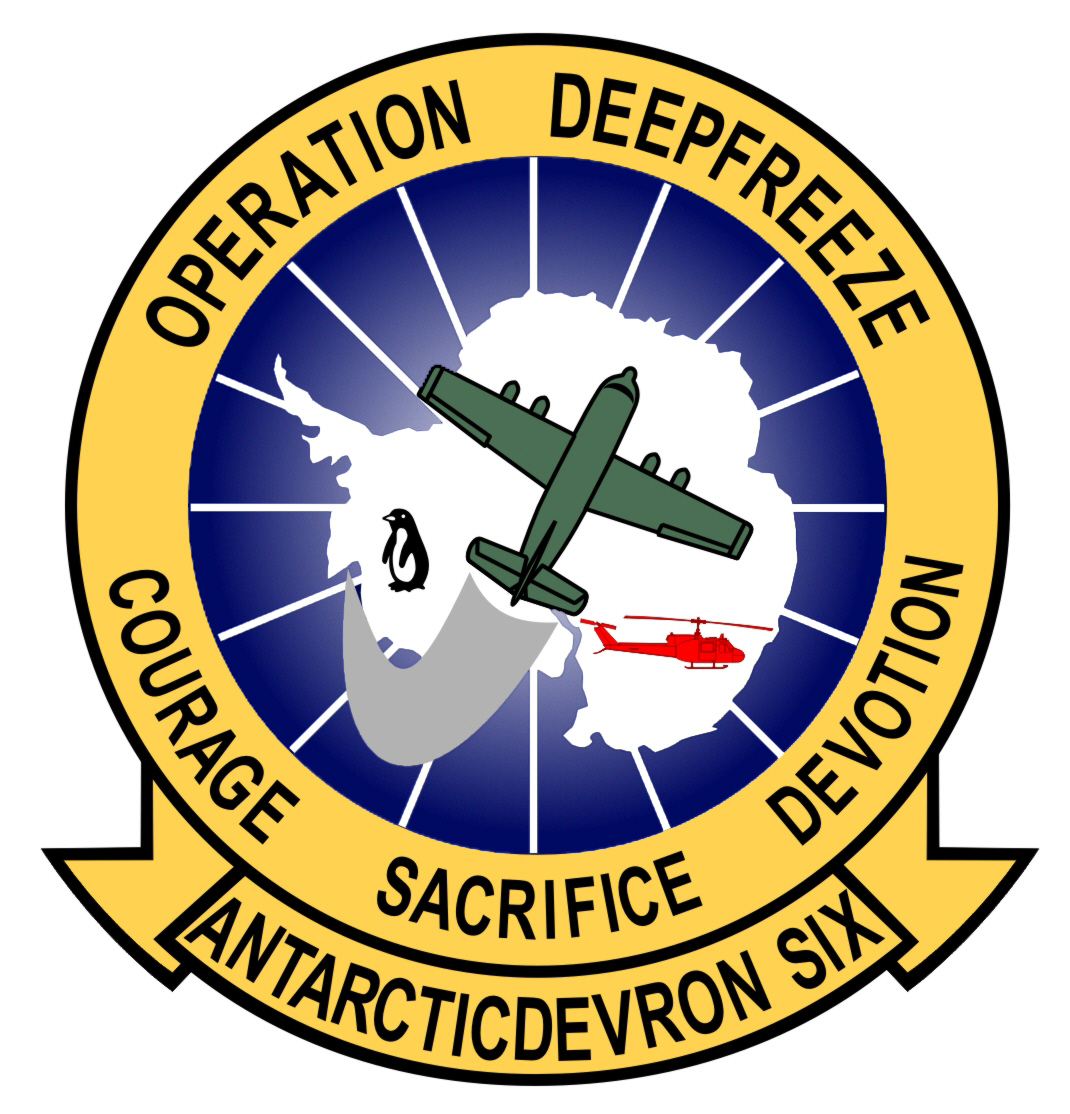
Емблема ескадрильї військово-морського флоту "Antarctic Development Squadron", SIX (VXE-6), відома як Скувойджені пінгвіни

ВМС США вже мали попередні розвідки в Антарктиді. У 1839 році капітан Чарлз Вілкс очолив першу науково-дослідну експедицію США, яка була здійснена у водах Антарктики. У 1929 р. Адмірал Річард Берд заснував військову базу при станції «Літл-Америка I» та керував експедицією, яка вивчала внутрішні території Антарктиди, а згодом також здійснив перший політ над Південним полюсом. У 1934–35 рр. Друга експедиція Берда досліджувала дальні території. Третя експедиція Берда в 1940 р. нанесла на карту море Росса.
Берд відіграв важливу роль в операції ВМС США «Гайджамп», що відбулася після Другої світової війни в 1946–47 рр.. Операція дала змогу нанести на карту більшу частину берегової лінії Антарктиди. У 1948 році командир Фін Ронн очолив експедицію, яка зазнимкувала понад 450 000 квадратних миль площі Антарктиди (1,1 мільйона км²) з кабіни літака. Згодом, в 1954–55 рр., криголам «USS Atka» здійснив розвідувальну експедицію, досліджуючи найкращі місця та бухти для висадки людей.

## Операція «Глибока заморозка I»
Поштовхом до операції «Глибока заморозка» став Міжнародний геофізичний рік (1957–58). Міжнародний геофізичний рік, як відомо, був спільним проєктом сорока країн з метою проведення досліджень з землезнавства, яке охоплювало простори від Північного полюсу до Південного полюсу. США разом із Новою Зеландією, Великою Британією, Францією, Японією, Норвегією, Чилі, Аргентиною та СРСР погодилися вирушити на Південний полюс, найменш досліджуваний район на Землі. Їх метою було поповнити світові знання про гідрографію Антарктики та погодний режим, льодовикові рухи та морське життя. Військово-морському флоту США було доручено допомагати в експедиції вченим США.
У 1955 році для виконання цієї місії була створена спеціальна група «Task Force 43». Для операції «Глибока заморозка I» підготували постійно діючу дослідницьку станцію і заклали шляхи для більш вичерпних досліджень в майбутніх «Глибоких заморозках». Експедиція відбувалася протягом антарктичного літа, з листопада 1955 року по квітень 1956 року, і була відзнята ВМС США та студією Волта Діснея. Створивши емблему групи «Task Force 43», Волт Дісней став почесним членом експедиції.

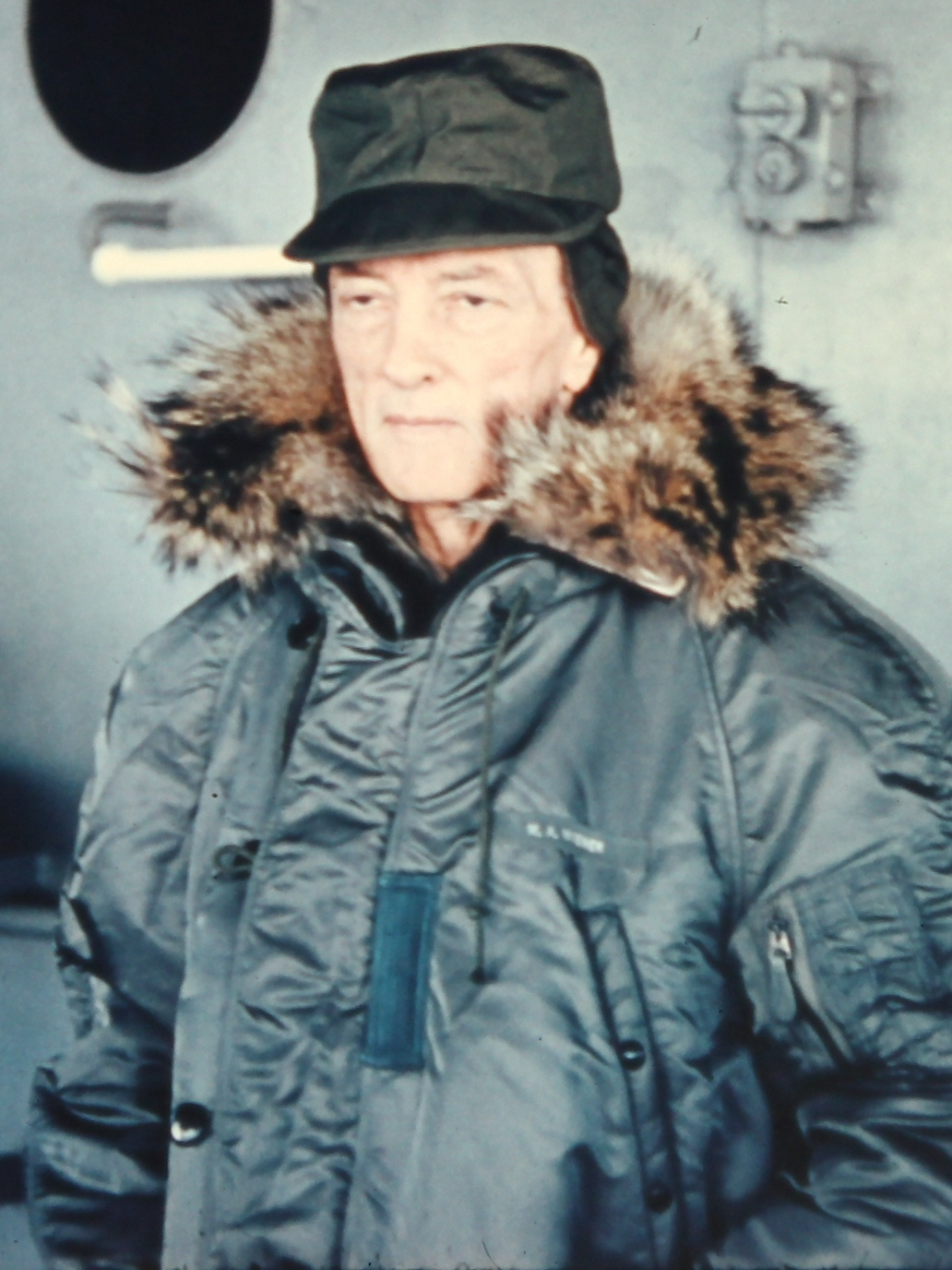
Адмірал Річард Берд на борту ВМС США (грудень, 1955 р.)

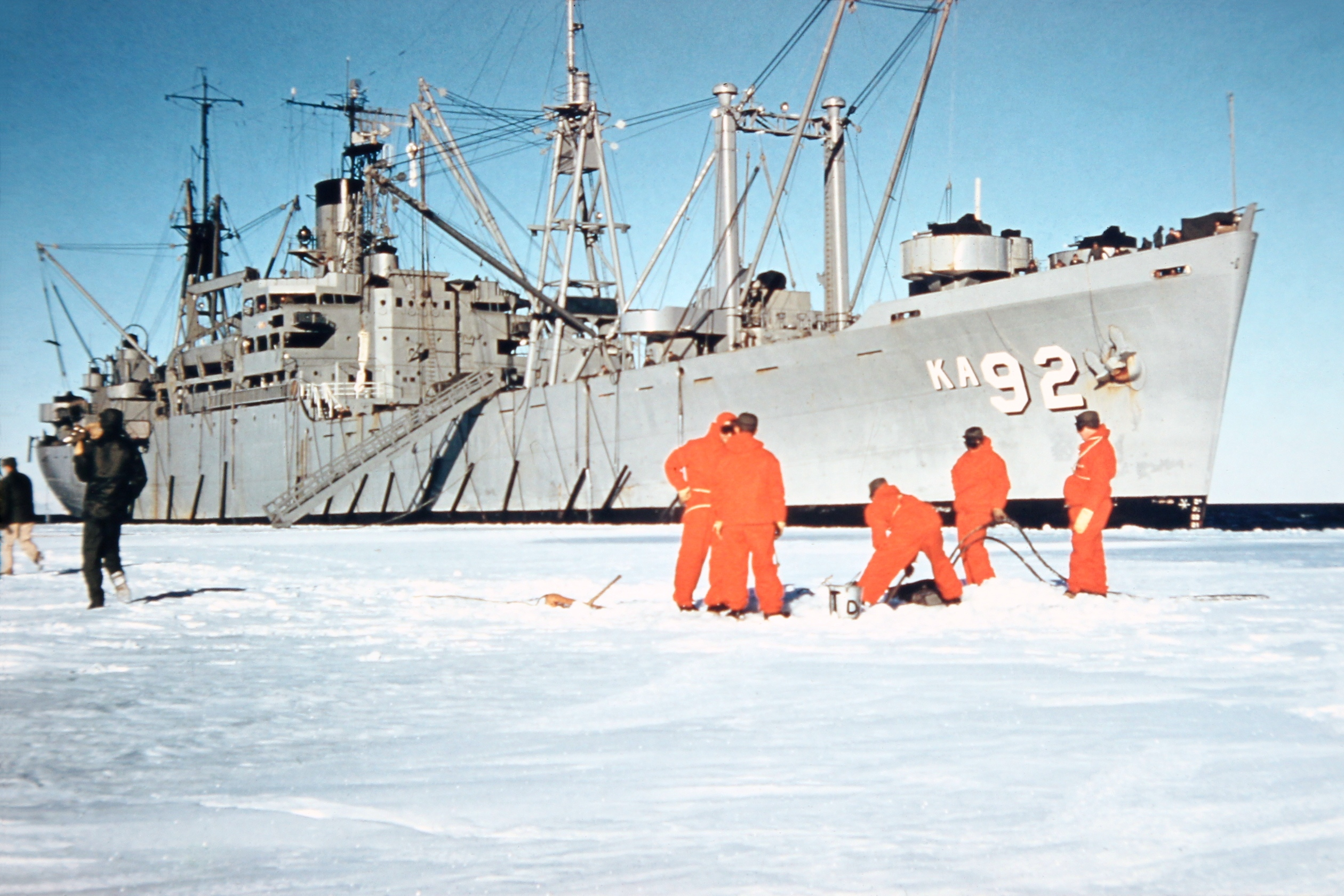
Швартування корабля ВМС США на станції Мак-Мердо (грудень,1955 р.)

В операції брали участь наступні кораблі:
- «USS Wyandot» (AKA-92) ― вантажне судно
- «USS Arneb» (AKA-56) ― вантажне судно
- «USS Edisto» (AGB-2) ― вантажне судно
- «USS Glacier» (AGB-4) ― криголам
- «USCGC Eastwind »(WAGB-279) ― криголам
- «USS Nespelen» (AOG-55) ― танкер
- «USNS Greenville Victory» (T-AK-237) ― торговельне вантажне судно

31 жовтня 1956 року адмірал ВМС США Джордж Джюф Дюфек зі своєю командою успішно посадив на Південному полюсі літак «R4D Skytrain» (Дуглас DC-3) Це перший літак, який приземлився на Південному полюсі, і перший раз, коли американці ступили на найпівденнішу точку Землі. Літак отримав назву «Que Sera, Sera» на честь популярної пісні. Це заклало початок для створення першої постійної бази на Південному полюсі, де можуть здійснювати посадку літаки (сьогодні відома як станція Амундсен–Скотт). Станція була введена в експлуатацію 1 січня 1957 року. Первинна станція («Олд-Берд») проіснувала близько чотирьох років, перш ніж вона почала руйнуватися під тиском снігу. Будівництво другої підземної станції, яке відбувалося неподалік від першої, розпочалося в 1960 році ― в есплуатації була загалом до 1972 року. Потім станція була перетворена на літній польовий табір, допоки не стала покинутою в 2004-05 роках. Друга база місії, «станція Берд» (колишня науково-дослідна станція), створена ВМС США під час Міжнародного геофізичного року, під час операції «Глибоке заморожування II», яка відбувалася у Західній Антарктиді. Аеродром Антарктичної програми Сполучених Штатів був побудований для обслуговування операції «Глибока заморозка» (першої місії), пізніше отримав назву Вільямс Філд або Віллі Філд.

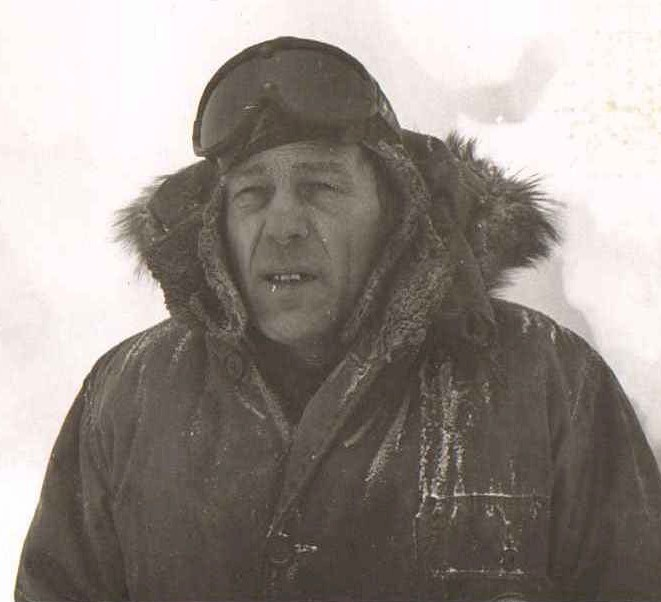
Гельмут П. Джарон, дослідник Аврори на станції Берд у 1961 році. Джаронові скелі названі саме на його честь.

## Наступні операції
Багато цілей вдалося досягти при здійсненні операції «Глибока заморозка II», яка продовжила постійну присутність США в Антарктиді. «Шоста ескадрилья розвитку Антарктики», яка належала Військово-Морським Силам США, здійснювала льотні наукові та військові місії до Гренландії та аеродрому Вільямса Філда з 1975 року. Офіційною назвою командування ВМС в Антарктиді була «Військово-морська підтримка США Антарктики».
На початку 1996 року Національна гвардія Сполучених Штатів оголосила, що 109-е авіаційне крило, яке дислокується в аеропорту Шенектаді, що в селищі Скоша, штат Нью-Йорк, перейме місію від ВМС США в 1999 році. Операції в Антарктиці будуть повністю профінансовані Національним науковим фондом. Рішення про перехід місії від Військово-морських сил США до Національної гвардії США було одним із заходів щодо економії коштів через скорочення бюджету після холодної війни.
Можливість Повітряних сил Національної гвардії США взяти на себе оперативний контроль над місією вперше з'явилася в 1988 році. 109-те Авіаційне крило було повідомлено, що майже за одну ніч буде закритий один з радіолокаційних майданчиків дистанційної системи раннього попередження (DEW), який знаходився у Ґренландії. Контрольні пункти в інших місцях незабаром також будуть закриті, і 109-те Авіаційне крило таким чином залишиться без роботи, оскільки його основна місія закінчиться. ВМС США попросили 109-те Авіаційне крило взяти на себе пошуково-рятувальні операції на наступні 2 роки для підтримки операції «Глибока заморозка». Національна гвардія погодилася на пропозицію. На той час вона не думала брати на себе всю місію. 109-те Авіаційне крило дало запит ВМС щодо допомоги в перевезенні необхідних вантажів для обслуговування флоту до Південного полюсу. Військово-морський флот спочатку не погоджувався, оскільки його процедури та конфігурації вантажів відрізнялися від процедур Повітряної гвардії, але згодом таки пішов на це. Головною місією Національної гвардії ВМС США та Повітряної авіації США було перевезення палива та продовольства на станцію Національного наукового фонду, яка знаходилась на Південному полюсі для того, щоб його персонал міг пережити ізоляцію тривалої антарктичної зими, яка тривала з лютого по жовтень. 

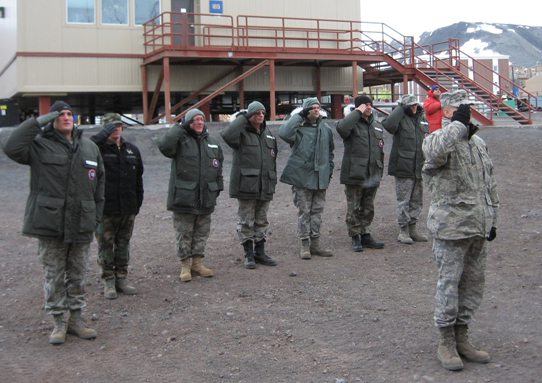
Військові віддали честь останньому «LC-130», який вилетів з Антарктиди у 2010 році

У 1990 році була створена робоча група Військово-повітряних сил Національної гвардії для вивчення питання Антарктики. Наступного року розпочався діалог між Військово-повітряними силами Національної гвардії та ВМС США. Спочатку ВПС Національної гвардії було важко переконати Військово-повітряний штаб США залучити довгострокові ресурси в цю область світу, яка не була оголошена регіоном ведення військових дій, як це декларували міжнародні договори. ВПС Національної гвардії брали участь у військових операціях у Гренландії та Арктиці (включаючи операції ВМС США) з середини 1970-х років та була оснащена спеціальним сніговим літаком «C-130», який належав 109-му Авіаційному крилу. Це переконало штаб ВВС Сполучених Штатів, що не в інтересах країни відмовлятися від можливості досягти швидкого та надійного доступу до обох полярних регіонів.
У березні 1993 р. ВМС США провели дводенний семінар з представниками Національного наукового фонду, Військово-повітряних сил Національної гвардії та інших зацікавлених сторін з метою вивчення варіантів логістичної підтримки операції. Проект операцій був підготовлений Військово-повітряними силами Національної гвардії в 1993 році. У лютому 1996 р. було затверджено передачу місії «Операції глибокої заморозки» та всіх літаків серії LC-130H, що експлуатуються Міністерством оборони США, Військово-повітряним силам Національної гвардії. У вересні 1996 року старші офіцери 109-го Авіаційного крила ознайомили Бюро Національної гвардії з їх концепцією операцій та статусом їхньої підготовки для здійснення операції «Глибока заморозка». 

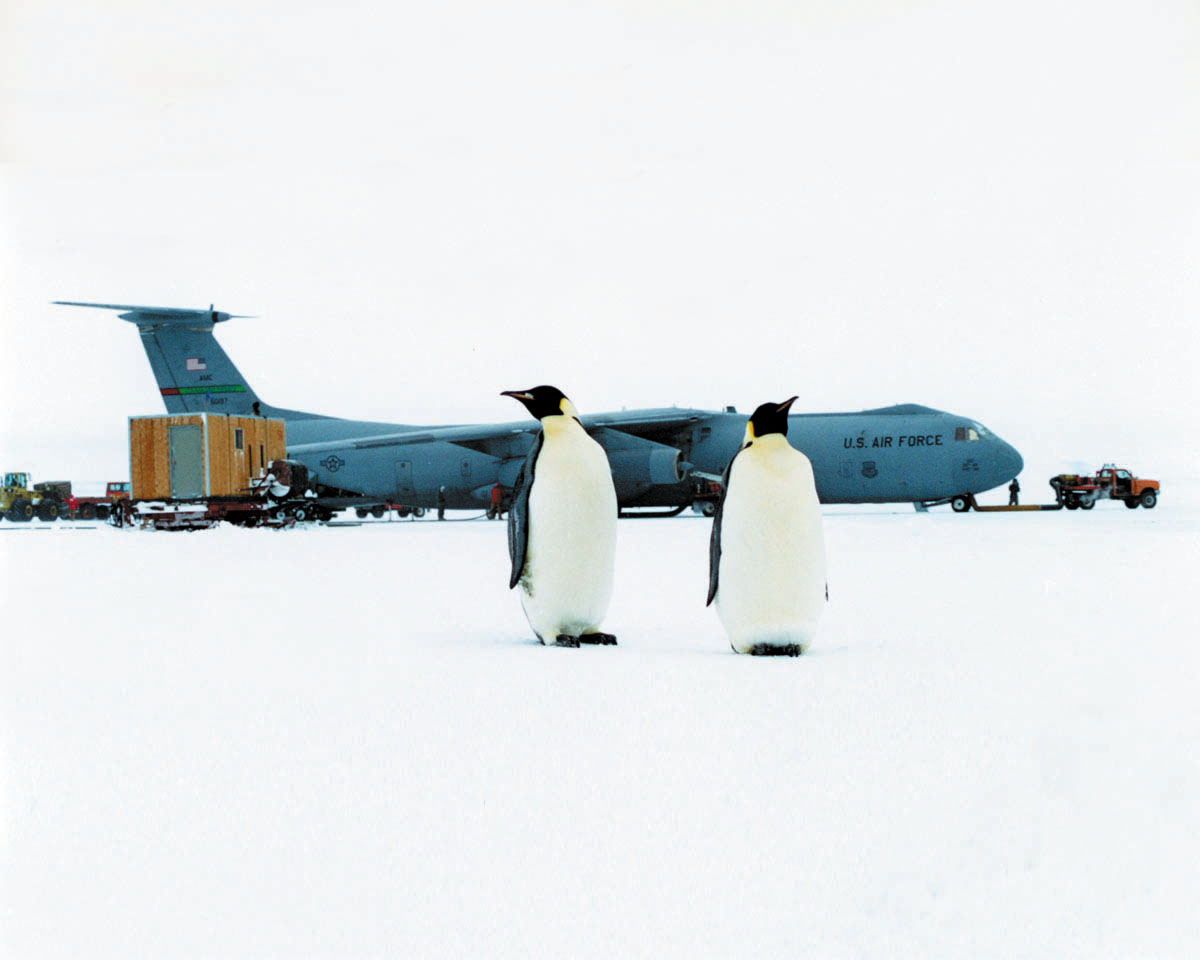
Літак C-141 Starlifter, який належить Військово-повітряним силам США, бере участь в операції «Глибока заморозка».

Наприкінці антарктичного літнього сезону, жовтня 1997 ― березня 1998 року, Військово-повітряні сили Національної гвардії взяли на себе командування програмою. 109-те Авіаційне крило таким чином матиме в своєму складі десять LC-130. Серед них чотири модернізовані літаки LC-130, які вже перебували на озброєнні підрозділу, додатково три нові літаки та три, які будуть передані ВМС США.

## Теперішній стан
Цивільні та наукові операції Сполучених Штатів на континенті Антарктиди контролюються Антарктичною програмою США, а також Національним науковим фондом. Місії військової підтримки, що вилітають з міжнародного аеропорту« Крістчерч», проводяться кожного року під час літнього сезону в Антарктиці (з кінця вересня до початку березня) 109 Авіаційним крилом. Спеціально оснащений літак «LC-130 Hercules» є основним в операціях Глибокої заморозки. Без підтримки 139 Авіаційної ескадрильї багато дослідницьких проектів просто припиняться. Літак «LC-130 Hercules» забезпечує логістичний рух вантажу до віддалених операційних місць на континенті.
Документальний фільм про ранні місії за назвою «Крижані орли» повинен був вийти у 2016 році.
На даний момент Локгін Мартін є головним підрядником антарктичної програми США, яка керується Національним науковим фондом.